# Палаты дьяка Андреяна Ратманова
Палаты дьяка Андреяна Ратманова — памятник допетровской архитектуры в Москве (Большой Козловский пер., д. 13/17). Построены в конце XVII века, перестроены во второй половине XVIII века. Имеют статус объекта культурного наследия федерального значения.

## История
Палаты дьяка Поместного приказа Андреяна Ратманова были построены в конце XVII века. Во второй половине XVIII века палаты перестроены и приняли вид классического особняка с двумя флигелями и главным домом. В конце XVIII века особняк принадлежал И. Б. Козловскому, в честь которого были названы соседние Большой и Малый Козловские переулки.
В 1800—1830-х годах особняк принадлежал Василию Александровичу Сухово-Кобылину, герою Отечественной войны 1812 года. В особняке выросли его дети: драматург Александр Васильевич Сухово-Кобылин, художница Софья Васильевна Сухово-Кобылина и писательница Елизавета Васильевна Сухово-Кобылина (Евгения Тур). Жил там и учитель детей Сухово-Кобылиных, профессор Московского университета Фёдор Морошкин. С другим учителем, профессором Николаем Надеждиным, у Елизаветы Сухово-Кобылиной сложились романтические отношения, но её родители помешали свадьбе.

В 1960-х годах было обнаружено, что фасад особняка скрывает палаты XVII века. После этого началось восстановление первоначального облика палат, было пристроено крыльцо. Сейчас палаты отличаются от более поздних частей особняка как архитектурой, так и более светлым цветом. В советские годы палаты занимало общежитие, затем — некоммерческий фонд «Пушкинская библиотека». Памятник является собственностью Российской Федерации, передан в оперативное управление федеральному Агентству по использованию памятников (АУИПИК). В мае 2016 года арендатором стала «Тульская региональная молодёжная военно-патриотическая спортивная общественная организация „Призвание“». Несколько ранее утверждено охранное обязательство. Палаты внесены в Красную книгу Архнадзора (электронный каталог объектов недвижимого культурного наследия Москвы, находящихся под угрозой), номинация — запустение.

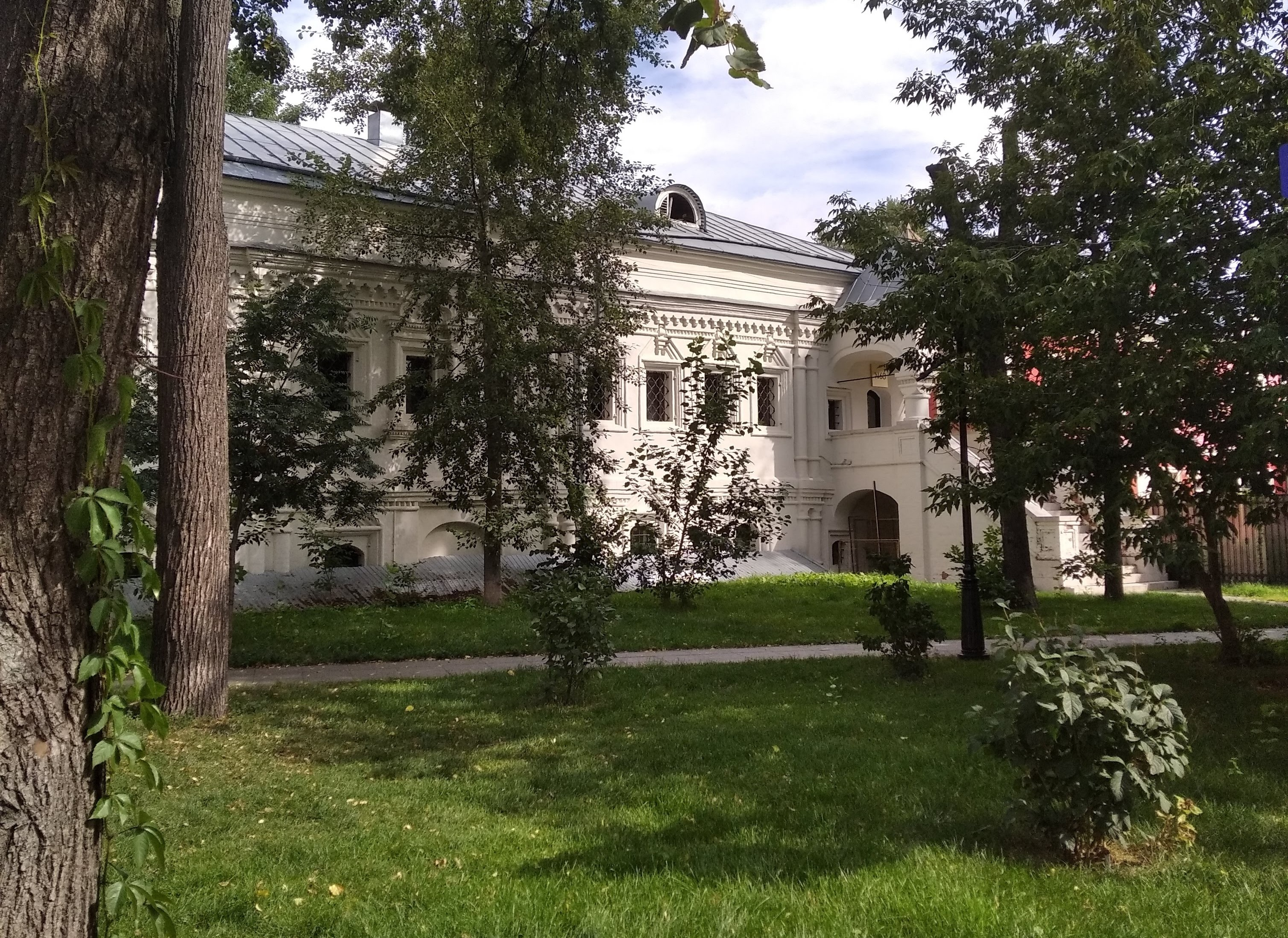
Современный вид (август 2024)
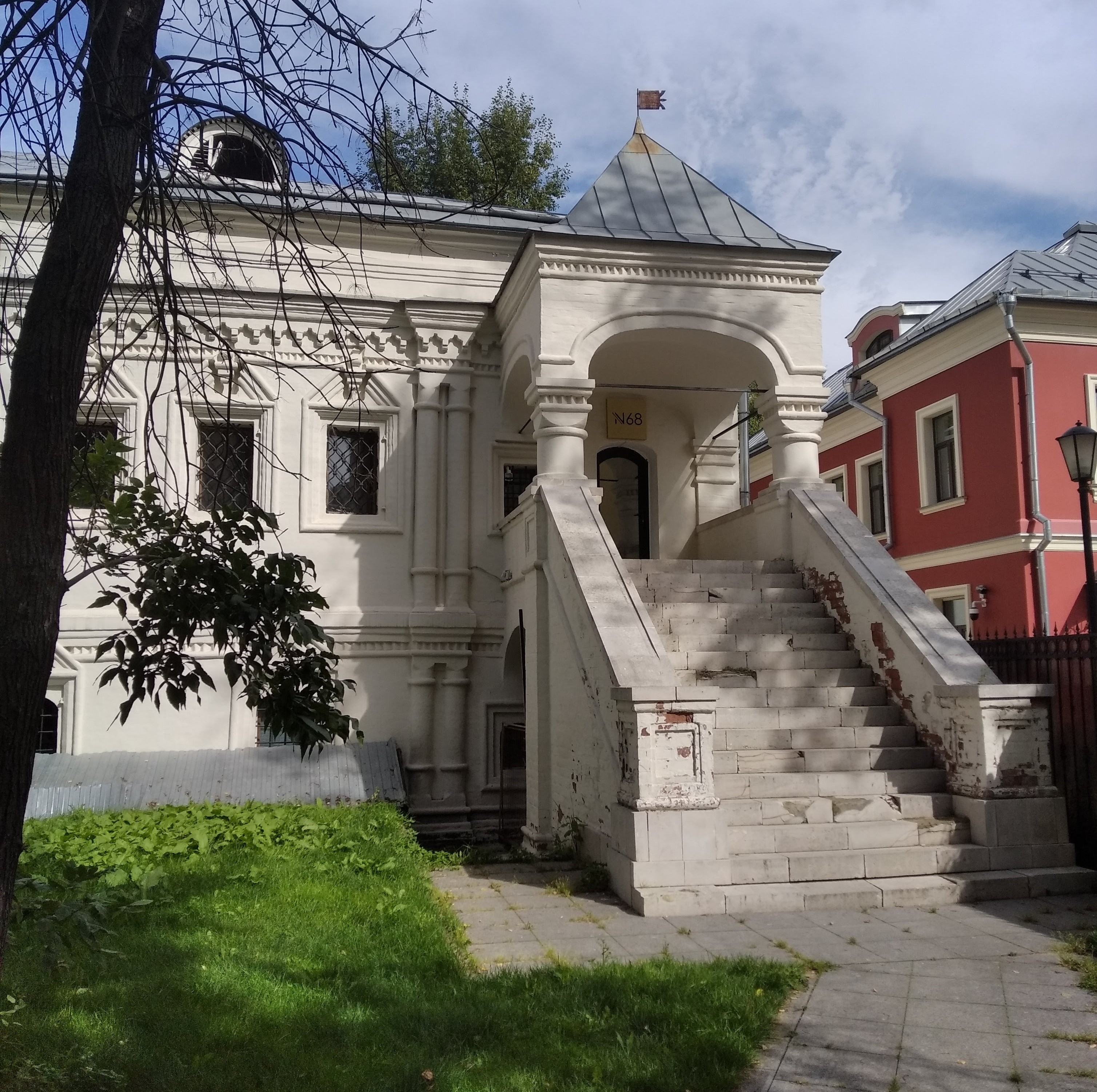
Крыльцо